# Intel Quick Resume
La tecnologia Quick Resume (conosciuta anche come Instant On/Off) è stata sviluppata da Intel tra il 2005 e il 2006 per consentire l'utilizzo di un sistema compatibile con la piattaforma per l'intrattenimento domestico Intel VIIV nella maniera più simile a quanto si otterrebbe nell'utilizzo di un tradizionale televisore.

## Principi di funzionamento
In pratica, lo scopo di questa tecnologia è quello di consentire l'accensione e lo spegnimento dell'intero sistema nel giro di pochi secondi attraverso l'utilizzo del telecomando.
La difficoltà intrinseca di ottenere tale effetto da parte della piattaforma VIIV risiede proprio nel fatto che essa non è un semplice televisore o un qualsiasi dispositivo di elettronica da salotto, ma è un vero e proprio PC, basato su una variante di un sistema operativo (Windows Media Center o Windows Vista) tradizionale, che quindi non è stato progettato specificatamente per questo scopo.
Tecnicamente parlando, Quick Resume deriva dalla funzionalità "Stand-by" offerta da Windows, e si appoggia ad una particolare versione del BIOS della scheda madre in grado di ricevere i comandi direttamente dal telecomando, senza che sia il sistema operativo in funzione a ritrasmetterglieli.
Per poter utilizzare tale tecnologia è necessario quindi accedere all'utility di configurazione del BIOS di un sistema VIIV e abilitare il supporto alla cosiddetta "Quick Resume Technology" presente, in genere, tra le impostazioni avanzate.

### Solo un artificio, non una vera soluzione
Dal punto di vista di un utente, la tecnologia funziona perfettamente, consentendo quindi l'accensione e lo spegnimento nel giro di pochi secondi (dai 3 ai 5 secondi), come promesso.
In realtà per ottenere questo effetto, la tecnologia Quick Resume "inganna" l'utente dato che offre solo la "sensazione" che il sistema sia spento: non viene più inviato alcun segnale al monitor, ma alcune periferiche, come per esempio, la scheda di rete, rimangono attive in background, tant'è vero che provando da un altro PC ad accedere alle risorse condivise dal sistema VIIV, queste sono disponibili anche quando il sistema "dovrebbe" essere spento.
È corretto comunque aggiungere che nel caso in cui questo stato di Stand-By durasse più di qualche minuto, nell'ordine dei 20-30, il sistema passerà ad uno stato di consumo energetico ancora più basso, dove cioè l'unica periferica ancora alimentata sarà l'interfaccia di ricezione dei controlli del telecomando. Si tratta in sostanza di una modalità intermedia tra lo Stand-By e la "Sospensione" di Windows, in cui il sistema salva il contenuto della memoria RAM sull'hard disk per offrire un'accensione più veloce del tradizionale boot (in questo caso l'accensione dovrebbe impiegare circa 15 secondi).